# Бернхард Борхерт
Бернхард Борхерт (Bernhard Borchert) (1 декабря 1863 года, Рига — 1945) — прибалтийско-немецкий художник, который провёл большую часть своей жизни в Латвии.

## Биография
Бернхард Борхерт родился 1 декабря 1863 года в городе Рига.
Обучался в Императорской Академии художеств в Санкт-Петербурге с 1883 года. В 1885 году награждён серебряной медалью академии. Занимался книжной и журнальной иллюстрацией. В 1923 году иллюстрировал немецкое издание сказок Пушкина.
Был участником выставок «Балтийских художников» (ООО «baltijas gleznu mākslinieku izstāde»).
Известен его плакат выставки «Балтийских художников». Для плаката Борхерт выбрал легко понятные изображения: подросток, лавр и обобщённые силуэты национальных эмблем. Мальчик символизирует новую культуру — современное искусство, изображение трёх гербов на лавре символизирует художественное наследие трёх балтийских провинций. Тонкая декоративность модерна на плакате как будто сливается с духом тайны, столь характерной для символизма. Плакат представляет немецкую школу, в которую талант Борхерта добавил замкнутости, столь характерной для менталитета стран Балтии.
Скончался художник в 1945 году.